# Aschau (Gemeinde Grundlsee)
Aschau ist ein Ort im Ausseerland des Salzkammerguts in der Steiermark und gehört zur Gemeinde Grundlsee im Bezirk Liezen.

## Geographie
Der Ort Aschau befindet sich gut 2 Kilometer nordöstlich von Bad Aussee und ebensoweit westlich von Grundlsee. Er liegt direkt rechtsufrig der Grundlseer Traun, am Fuß des Tressenstein (1201 m ü. A.), auf um die 700 m ü. A. Höhe. Der Ort umfasst nur knapp
10 Adressen.  Von den Häusern, aus statistischen Gründen als zerstreute Häuser geführt, gehören die talauswärtigen Lagen zur Ortschaft Untertressen, die taleinwärtigen zu Mosern (Gemeinde Grundlsee).
|                                              | Untertressen                                | Mosern                            |
| Hanischbühel Vorwerk (beide Gem. Bad Aussee) | Kompassrose, die auf Nachbargemeinden zeigt | Au (Gem. Bad Aussee u. Grundlsee) |
| Hintenkogl (Gem. Bad Aussee)                 |                                             | Gallhof (Gem. Bad Aussee)         |

## Geschichte
1947 wurde hier einen Sessellift in den Tressensattel errichtet. Wegen Streitigkeiten zwischen den Betreibern und wegen Unrentabilität war der Betrieb aber schwierig, und die Anlage wurde 1957 wieder eingestellt und abgetragen.
Traunabwärts von Aschau findet sich der Eiserne Steg, traunaufwärts der Fischersteg, über die ein beliebter Spazierweg von Aussee zum Grundlsee führt.

## Nachweise
- 61215 – Grundlsee. Gemeindedaten der Statistik Austria

1. ↑  Sessellift zum Tressensattel. Ein Geocache von Feuertalberg, auf geocaching.com, versteckt 27. Juni 2009 (abgerufen am 3. Oktober 2014) – Bericht über den Sessellift, mit Fotos und Karte.
2. ↑  Kinderwagen-Tour: R. Eybner-Promenade nach Grundlsee (Memento vom 22. März 2018 im Internet Archive) ausseerland.salzkammergut.at (abgerufen am 17. Februar 2025).